# Huta Namora (Silaen)
Huta Namora is een bestuurslaag in het regentschap Toba Samosir van de provincie Noord-Sumatra, Indonesië. Huta Namora telt 1094 inwoners (volkstelling 2010).